# Bernardo de Menton

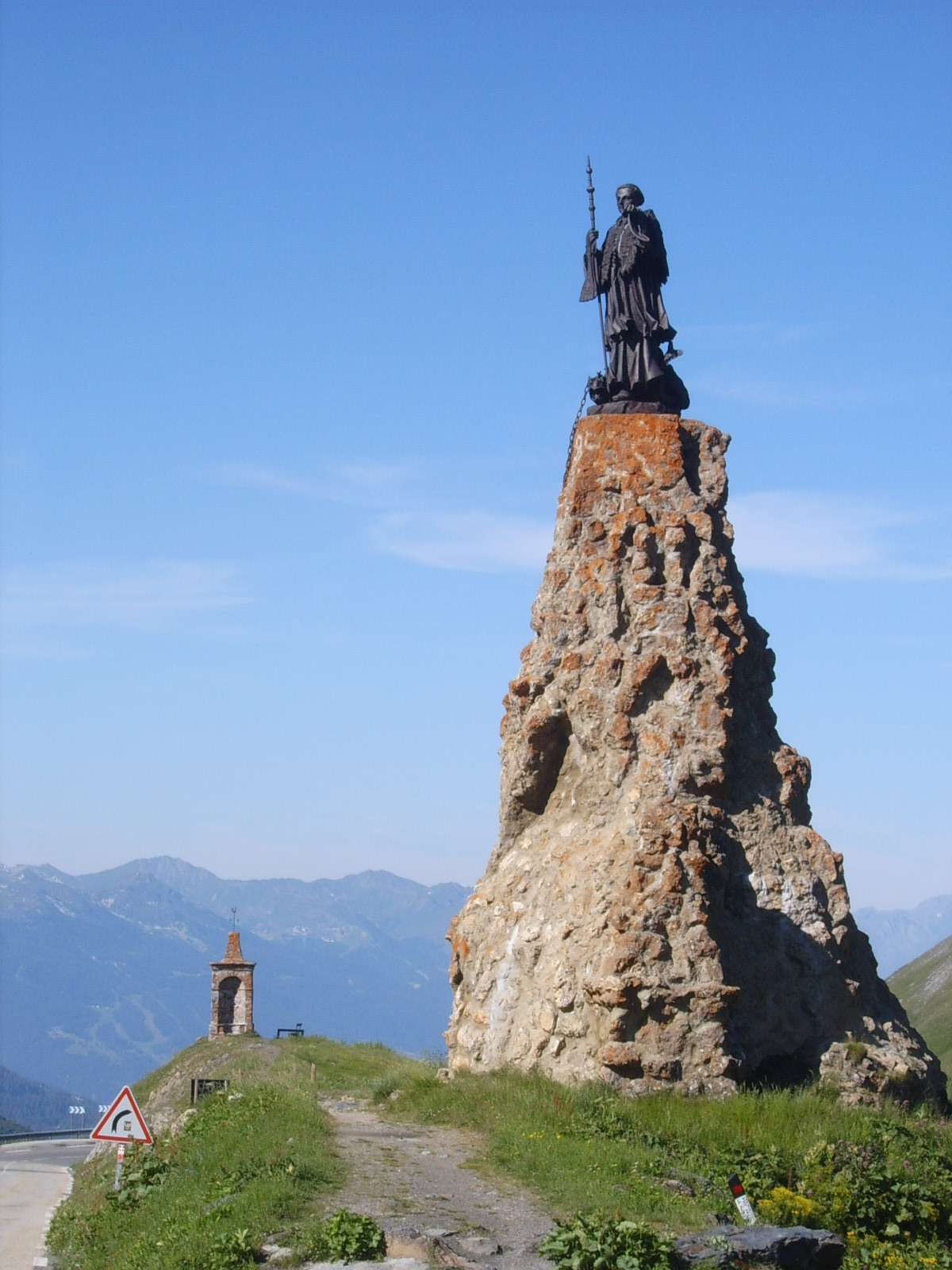
Estátua no Pequeno São Bernardo

São Bernardo de Menton ( c. 1008 Menthon-Saint-Bernard (FR) ; † 12 de Junho de 1081 Novara (IT) ) (em italiano:  San Bernardo di Mentone, em francês:  Saint Bernard de Menthon) é um santo italiano que fundou cerca o Hospício do Monte Joux no actual colo do Grande São Bernardo e reconstruiu o da Coluna de Joux no actual Colo do Pequeno São Bernardo.

## Biografia
A vida de São Bernardo de Menton não faz a unanimidade dos historiadores pois; ora nasce em 923 ou em 1020, ora em Menthon-Saint-Bernard (FR) ou Aosta (IT), ora na família dos condes de Menton ou numa família pobre, mas segundo a congregação do Grand-Saint-Bernard, nasce por volta de 1020 em Mont Joux na Aosta, e provavelmente de uma família nobre da região de Annecy na Alta-Saboia, actualmente francesa mas então do Condado de Saboia.
Capítulo de Aosta e membro dos Cónegos Regrantes de Santo Agostinho, é promovido a arquidiácono principalmente encarregado dos peregrinos e viajantes do Monte Joux, que situado a 2 473 m é uma passagem obrigatória mas muito difícil entre o Norte e o Sul dos Alpes. É a partir dessa constatação que decide criar o hospício do Monte Joux no actualmente conhecido por colo do Grande São Bernardo.
Grande predicador e muito popular, tenta apaziguar os conflitos encontre o Papa Gregório VII e Henrique IV do Santo Império em Pavia por volta de 1081. Depois deste contacto adoece e vai para o convento de Saint-Laurent-Hors-les-Murs, em Novara onde morre a 12 de Junho de 1081, e é enterrado a 15, a data que viria a ser o da sua festa
Bernardo de Menton põe a sua obra sobre a protecção de São Nicolau de Mira donde a apelação de "Congregação de de São Nicolau e Bernardo do Monte Joux", congregação que adopta as regras da Ordem dos Cónegos Regrantes de Santo Agostinho.

## S. Bernardo de Menton
Fundou os hospícios dos passos Pequeno e Grande São Bernardo, que hoje levam seu nome. Da mesma forma acontece com os cães da raça São-bernardo, assim chamados pois foram criados pelos monges desses mosteiros.
Bernardo de Menton foi canonizado em 1681 pelo Papa Inocêncio XII e o Papa Pio XI confirmou, em 1923, São Bernardo de Menton como padroeiro dos Alpes e tornou-se assim também o padroeiro dos alpinistas